# Pternistis swainsonii
Il francolino di Swainson (Pternistis swainsonii (A. Smith, 1836)), che deve il nome all'ornitologo inglese William Swainson, è un uccello galliforme della famiglia dei Fasianidi originario dell'Africa centro-meridionale e sud-orientale.

## Descrizione

### Dimensioni
Il maschio misura 38 cm circa di lunghezza, per un peso di 400-875 g; la femmina misura 33 cm circa di lunghezza, per un peso di 340-750 g.

### Aspetto
I francolini di Swainson hanno un becco nero con il ramo inferiore rosso, iridi marroni e zampe nerastre. La pelle nuda che circonda gli occhi, le redini, il mento e la gola sono interamente rosso scarlatto. I sessi sono identici, ma la femmina è più piccola e più scura, con macchie più pronunciate sulle regioni inferiori. Essa è inoltre priva di speroni, mentre in linea di massima il maschio ne presenta uno o due su ogni zampa.
Questi gallinacei dell'Africa australe hanno un piumaggio relativamente uniforme, di colore grigio-bruno, con una sfumatura più grigia sulla testa e sul collo e più marrone sulle parti inferiori e la zona anale. Ciascuna piuma è bordata da strisce scure che conferiscono al piumaggio un aspetto piuttosto striato. Queste strisce sono più sottili e ravvicinate sulla testa e sul collo, mentre sono più spesse e maggiormente distanziate tra loro sui fianchi.
I giovani sono di un marrone più chiaro di quello degli adulti e presentano la pelle nuda della gola ricoperta da un leggero piumino chiaro. Le zampe sono giallastre e prive di lucentezza.

### Voce
Sebbene sia leggermente meno elevato, il grido di avvertimento di questa specie è piuttosto simile a quello del francolino golarossa: è un gracchiare profondo e stridulo, kwaaark-kwaark-kwaark-kwaaark-kwaaark-ker-ker-ker, che si affievolisce alla fine. Occasionalmente la femmina risponde con un kwee-ke-ke-kwee. Quando si alza in volo, il francolino di Swainson emette spesso un qua-qua-qua-quak esplosivo. I gruppi che si ricostituiscono producono dei piccoli gloglottii simili a parlottii.

## Biologia

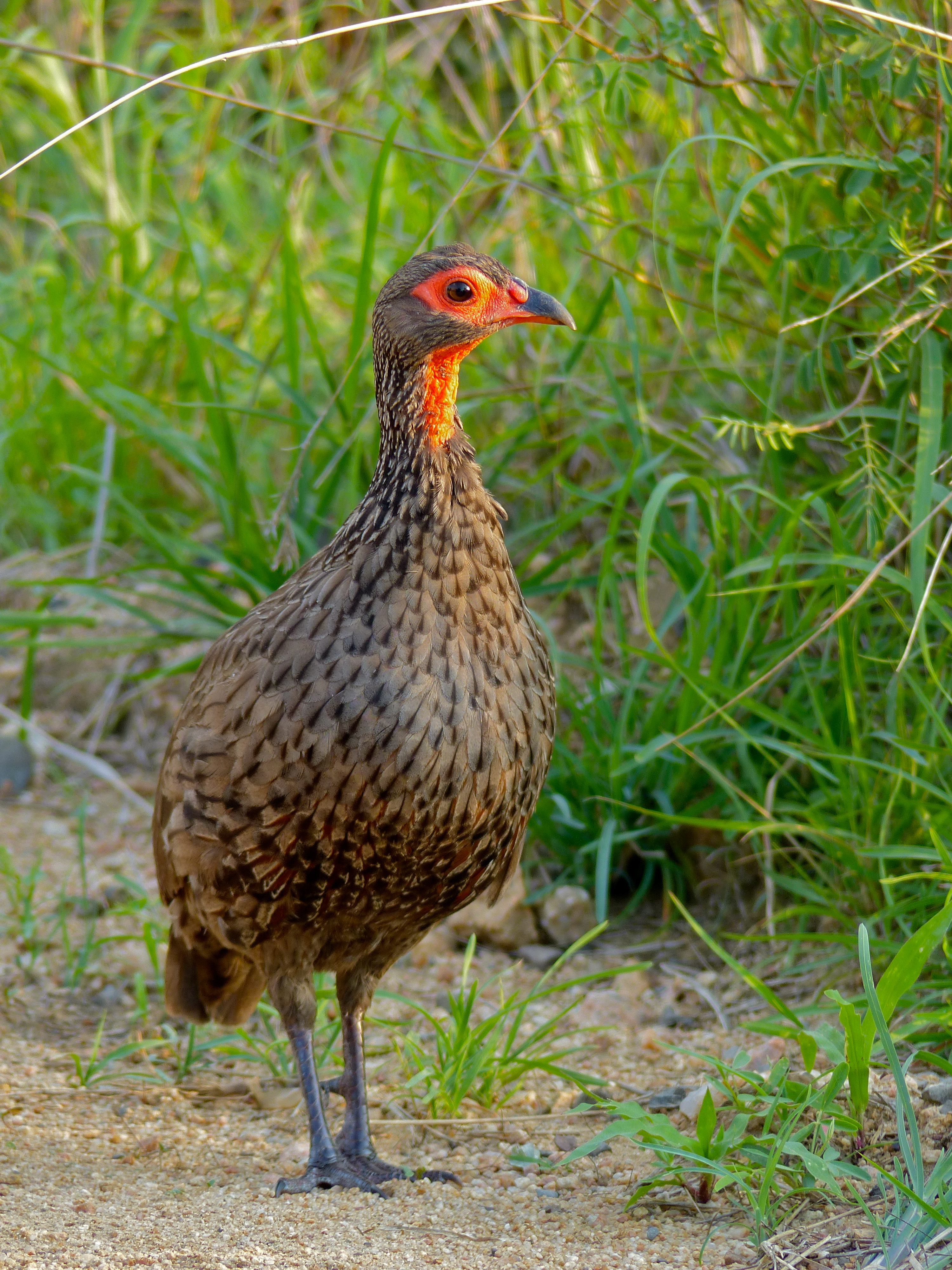
Francolino di Swainson nel parco nazionale Kruger (Sudafrica).

Anche se si spinge spesso in cerca di cibo in spazi aperti, in particolare nei terreni agricoli, è un uccello timido e riservato.
Il francolino di Swainson vive abitualmente da solo o in piccole bande comprendenti al massimo 8 individui. Si associa volentieri ad altre specie di francolini, in particolare ai francolini beccorosso (Pternistis adspersus), ai francolini golarossa (P. afer) e a quelli del Natal (P. natalensis). Le bande si riuniscono generalmente al mattino e nel tardo pomeriggio vicino agli abbeveratoi preferiti. Il francolino di Swainson comunica principalmente all'alba e di sera: i maschi si appollaiano su un termitaio o su un ramo basso, adottano una postura molto rigida e verticale, sollevano la testa, gonfiano la gola ed emettono il loro richiamo. Durante i periodi di pioggia, la specie trova rifugio tra i cespugli o sugli alberi. Quando fa particolarmente caldo, prende dei bagni di sole su un posatoio ben esposto. Il francolino di Swainson si alza in volo con grande riluttanza: di solito preferisce adottare una posizione accovacciata e correre a tutta velocità fino ad un nascondiglio. Tuttavia, se si presenta la necessità, è in grado di volare agilmente, seppur per breve distanza. Questo uccello stabilisce il suo dormitorio tra i cespugli e sugli alberi.

### Alimentazione
I francolini di Swainson cercano il cibo sul terreno o tra il fogliame dei cespugli. Come la maggior parte degli altri francolini, hanno una dieta onnivora composta da semi, bulbi e insetti.

### Riproduzione
Il francolino di Swainson è monogamo. Il nido è una semplice depressione creata raschiando sul terreno e rivestita con foglie e piume, ben nascosta sotto un cespuglio o tra l'erba. Ogni covata comprende abitualmente tra 4 e 8 uova, ma in casi eccezionali possono essere deposte anche fino a 12 uova, di color crema o camoscio roseo. In alcune zone, la femmina può deporre anche due covate. La stagione di nidificazione ha luogo in periodi molto differenti a seconda della regione: da dicembre a maggio in Sudafrica, da febbraio a maggio in Botswana, da febbraio a marzo nello Zimbabwe e da maggio a luglio nello Zambia. Non abbiamo alcuna informazione riguardo l'incubazione e la durata del soggiorno dei giovani nel nido.

## Distribuzione e habitat
Il francolino di Swainson è endemico della parte meridionale del continente africano. Il suo areale si estende dal Malawi nord-occidentale allo Zambia meridionale, allo Zimbabwe e al Botswana. È presente anche nell'Angola sud-occidentale, nella Namibia settentrionale, nel Mozambico meridionale e nel Sudafrica orientale. In quest'ultimo paese, si incontra nella parte orientale dello Stato Libero dell'Orange e nel nord del Natal.
Tra tutti i francolini dell'Africa australe, è senza dubbio quello maggiormente adattabile. Frequenta infatti una grande varietà di habitat e si trova praticamente in ogni tipo di praterie o di zone boschive. Mostra tuttavia una certa preferenza per le regioni ricoperte da erba alta, sia quelle aperte con cespugli sparsi che quelle ai margini delle foreste. Si insedia volentieri ai confini dei terreni coltivati o in prossimità dei corsi d'acqua. Anche se a volte vive in zone molto aride, evita le zone desertiche o sub-desertiche come il Kalahari.

## Tassonomia
All'interno del suo areale, relativamente vasto, la specie è presente con due sottospecie:
- P. s. lundazi C. M. N. White, 1947, diffusa dallo Zambia nord-orientale e dal Malawi nord-occidentale alle regioni settentrionali e occidentali dello Zimbabwe e al Mozambico sud-occidentale;
- P. s. swainsonii (A. Smith, 1836), diffusa dall'Angola sud-orientale (regione meridionale della provincia di Cuando Cubango), dalla Namibia settentrionale e dallo Zambia centrale al Sudafrica nord-orientale (provincia del Nord-Ovest e KwaZulu-Natal settentrionale).

## Conservazione
Il francolino di Swainson è localmente comune e in alcune aree il numero di esemplari sembra essere in aumento. Data la diversità degli habitat che frequenta, la ripartizione degli esemplari sul territorio è molto disomogenea, ma nelle zone che soddisfano le sue richieste può essere abbastanza comune. Pertanto, lungo il fiume Chobe, tra il Botswana e la Namibia, durante un conteggio effettuato nel 1994, ne vennero censiti più di 400 lungo un tratto di fiume di 37 km. La IUCN lo classifica come «specie a rischio minimo» (Least Concern).